# Port Angeles
Port Angeles è una città degli Stati Uniti d'America, nella contea di Clallam, nello stato di Washington. Al censimento del 2000 contava 18 397 abitanti, il che la rendeva la più grande città della Penisola Olimpica. L'area del porto venne inizialmente chiamata Puerto de Nuestra Señora de los Angeles (Porto di Nostra Signora degli Angeli) dall'esploratore spagnolo Francisco de Eliza (nel 1791), ma dalla metà dell'ottocento il nome è stato tagliato e parzialmente inglesizzato.
Port Angeles ospita il Peninsula College ed è la città natale del giocatore di football John Elway. Ha anche fatto in parte da location ai libri della saga di Twilight scritti da Stephenie Meyer.
La città è servita dal William R. Fairchild International Airport, nonché da un servizio di traghetto attraverso lo Stretto di Juan de Fuca fino a Victoria, in Canada.

## Geografia fisica

### Territorio
Port Angeles si trova a 48°06′47″N 123°26′27″W. Secondo il United States Census Bureau, l'area totale della città è di 163,3 km² di cui l'84% di acque interne.

### Clima
La città si trova al riparo dei Monti Olimpici, quindi riceve molta meno pioggia rispetto alle altre aree situate nell'ovest dello Stato di Washington. La media annua di precipitazioni è pressappoco 25 pollici (63,5 cm), rispetto ai 38 pollici (96,5 cm) di Seattle. La temperatura viene modificata parecchio a causa della posizione costiera, in inverno scende raramente sotto i 25 °F (3,89 °C) e d'estate non supera gli 80 °F (26,67 °C). Comunque, d'inverno la città è vulnerabile ai venti ed ai fronti freddi provenienti dall'artico, che spirano attraverso lo Stretto di Juan de Fuca. A Port Angeles cadono circa 10 centimetri di neve l'anno, ma non rimangono a lungo.

## Amministrazione

### Gemellaggi
Port Angeles è gemellata con la città di Mutsu, in Giappone. Le due città hanno un programma di scambio studentesco controllato dal Port Angeles School District.

## Media
Newsradio 1450 KONP è la stazione radio locale, fondata nel 1945, che trasmette notizie, sport e altri programmi. 
Il giornale locale è il Peninsula Daily News, inizialmente chiamato Port Angeles Evening News, fondato nel 1916.